# Carrer de Dalt, 23-25 (Blancafort)
El Carrer de Dalt, 23-25 és una obra de Blancafort (Conca de Barberà) inclosa a l'Inventari del Patrimoni Arquitectònic de Catalunya.

## Descripció
En pocs nuclis de la conca es conserven conjunts de cases dels segles XVII i xviii. Alguns pobles que s'han convertit en nuclis de segona residència i s'han rehabilitat parcialment. D'altres, com Blancafort, que mantenen una població relativament important, no han sofert aquesta transformació. No obstant, les de cases d'aquest període han estat majoritàriament malmeses o es troben en molt mal estat. Algunes com les del carrer de Dalt nº 23 i 25 encara conserven les llindes de fusta i el tipus d'assecador més senzill amb estructura de fusta i teula.